# Caeoma kaiku
Caeoma kaiku är en svampart som beskrevs av G. Cunn. 1930. Caeoma kaiku ingår i släktet Caeoma, ordningen Pucciniales, klassen Pucciniomycetes, divisionen basidiesvampar och riket svampar.   Inga underarter finns listade i Catalogue of Life.